# ホピ族

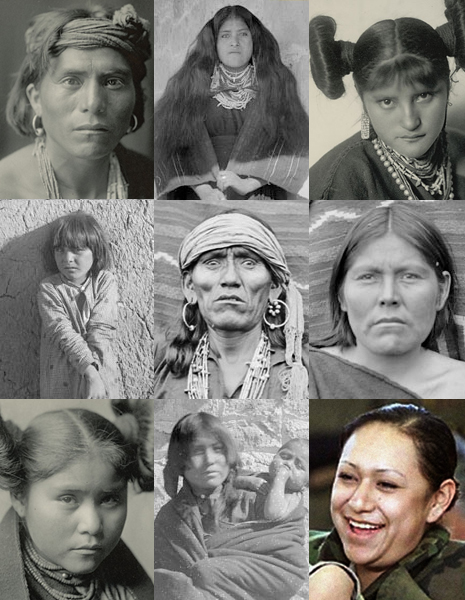
古今のホピ族。右上・左下の少女の髪形は、20世紀初頭まで流行した「蝶々結い」

ホピ族（Hopi）は、アメリカ・インディアンの部族のひとつ。「ホピ」とは彼らの言葉で「平和の民」という意味である。

## 文化
- 主にアリゾナ州北部の6,000km²の保留地（Reservation）に住んでいる。彼らの保留地はナバホ族の保留地に周囲を囲まれている。ホピ族の支族には、アリゾナ州西部、コロラド川沿いの保留地に生活しているものもいる。同地区のホピ族は、メサと呼ばれる3つのテーブルマウンテンに居留している。なお、小惑星(2938)のホピは、ホピ族の名を取り命名されている。
- 母系制であり、女性も男性と対等の立場で政治に関わっていた[1]。
- 男子の正装は、鉢巻に白服。女子はベルベットのロングドレスで、20世紀初頭までは蝶々型の独特の髪型を結い上げていた。

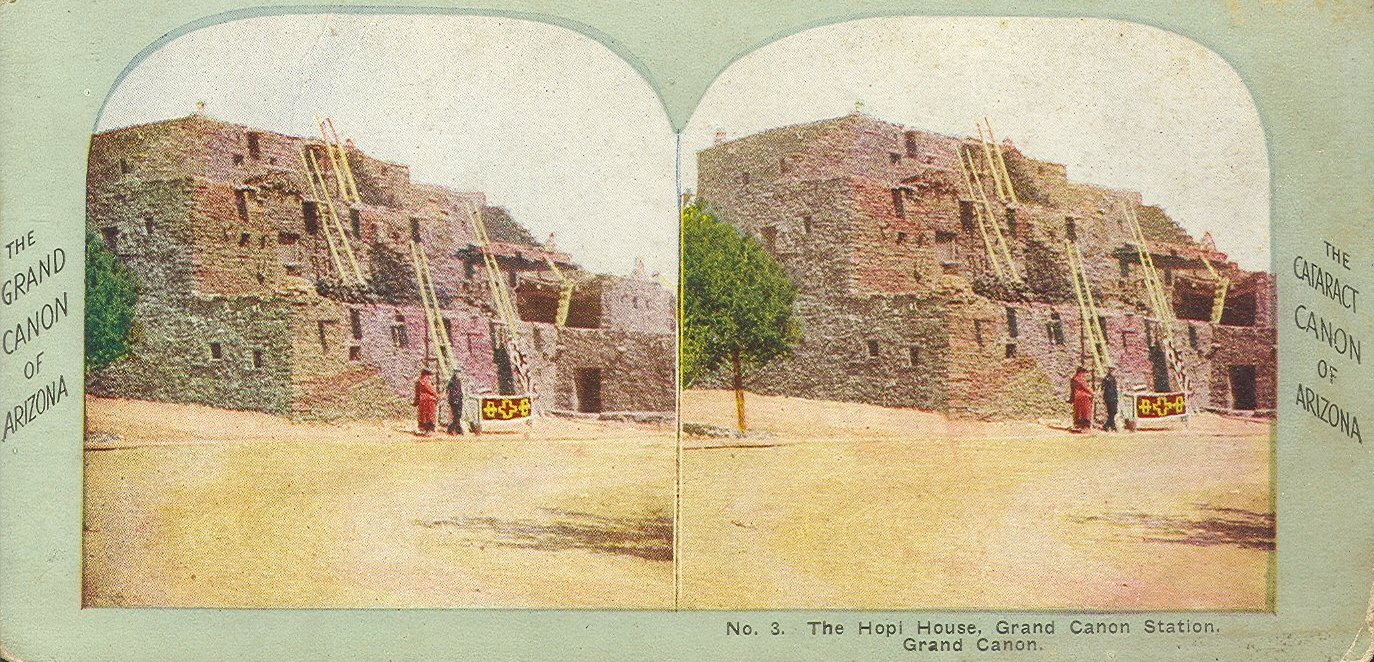
ホピ族の住居。（ステレオグラム）1900年。

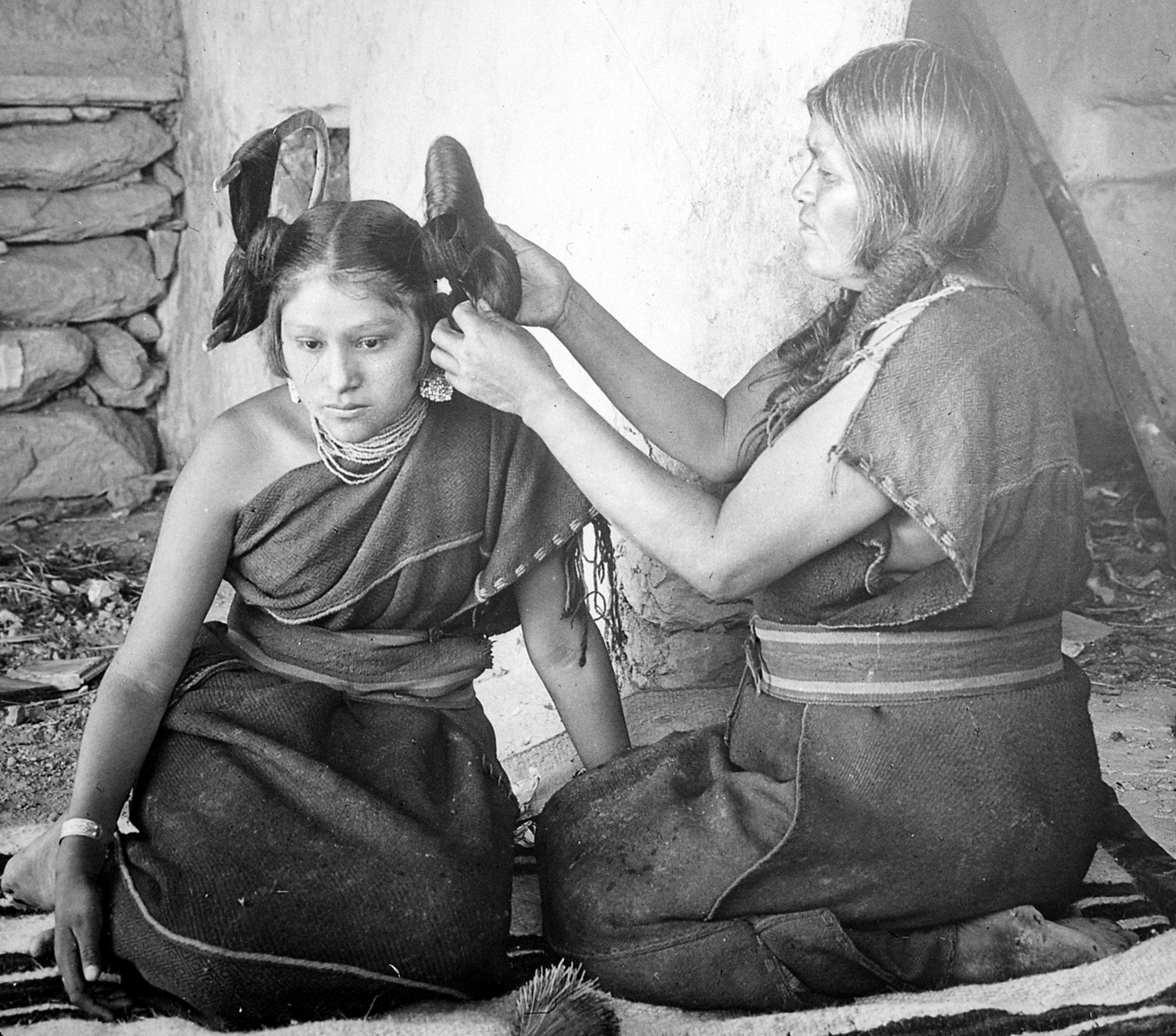
母親に髪を結ってもらう少女（1900年）

- トウモロコシの作付け・収穫が全ての儀式の中心である。
- 西方のサンフランシスコピークの近くの聖なる山に住んでいる、｢カチナ」という数百に上る精霊群を守護とする。儀式の際には、このカチナ群に扮したダンサーが踊りを捧げる。儀式の際のトリックスターは「コシャレ」という。
- カチナの一種、精霊「ココペリ」を南西部に広めたのはホピとされる。
- 子供たちへの教育用に作られるカラフルな木彫りの「カチナ人形」は、民芸品・芸術品としても人気が高く、日本にも輸入されている。
- 夏至の頃、「ニーマンの儀式」という非公開の仮面行事を行う。水木しげるはこっそりこれを写生して、画に残している。

### 食文化
主食はトウモロコシのパンで、プエブロ族と同様、村のあちこちに円いパン焼き窯を持つ。多種類のマメや4色のトウモロコシを栽培しており、赤や青のトウモロコシはピキ・ブレッドという薄いパンにする。サボテンの葉のサラダなど野菜料理が多く、グアカモーレもホピ族が考え出したという説がある。

## 経済

### 経済
- トウモロコシを中心とする農業が主体で、独立性が高い。
- ホピ族は彼らの聖なる食べ物とされるトウモロコシを中心とする農業とホピアートと呼ばれる信仰に基づいたアート作品を作製し販売することで主に生計を立てている。
- ホピアートの主なる種類はホピジュエリー（シルバーアクセサリー）、精霊カチーナ人形、バスケット及び陶器類。それらのアート品にはホピ族に伝わる信仰や神話などが刻まれ、平和の民ホピ族としての精神を伝えるものとして世界中から愛好されている。

### その他
- ホピ族の一部は、周辺部族のチェメフエビ族、モハーヴェ族、ナバホ族と共同で「コロラド川インディアン部族」を結成している。彼らは同州で、インディアン・カジノの「青い水のカジノ」を経営している。
- アメリカ合衆国の同化政策によって、20世紀には全寮制の「インディアン寄宿学校」に強制入学させられた歴史もある。

## ギャラリー

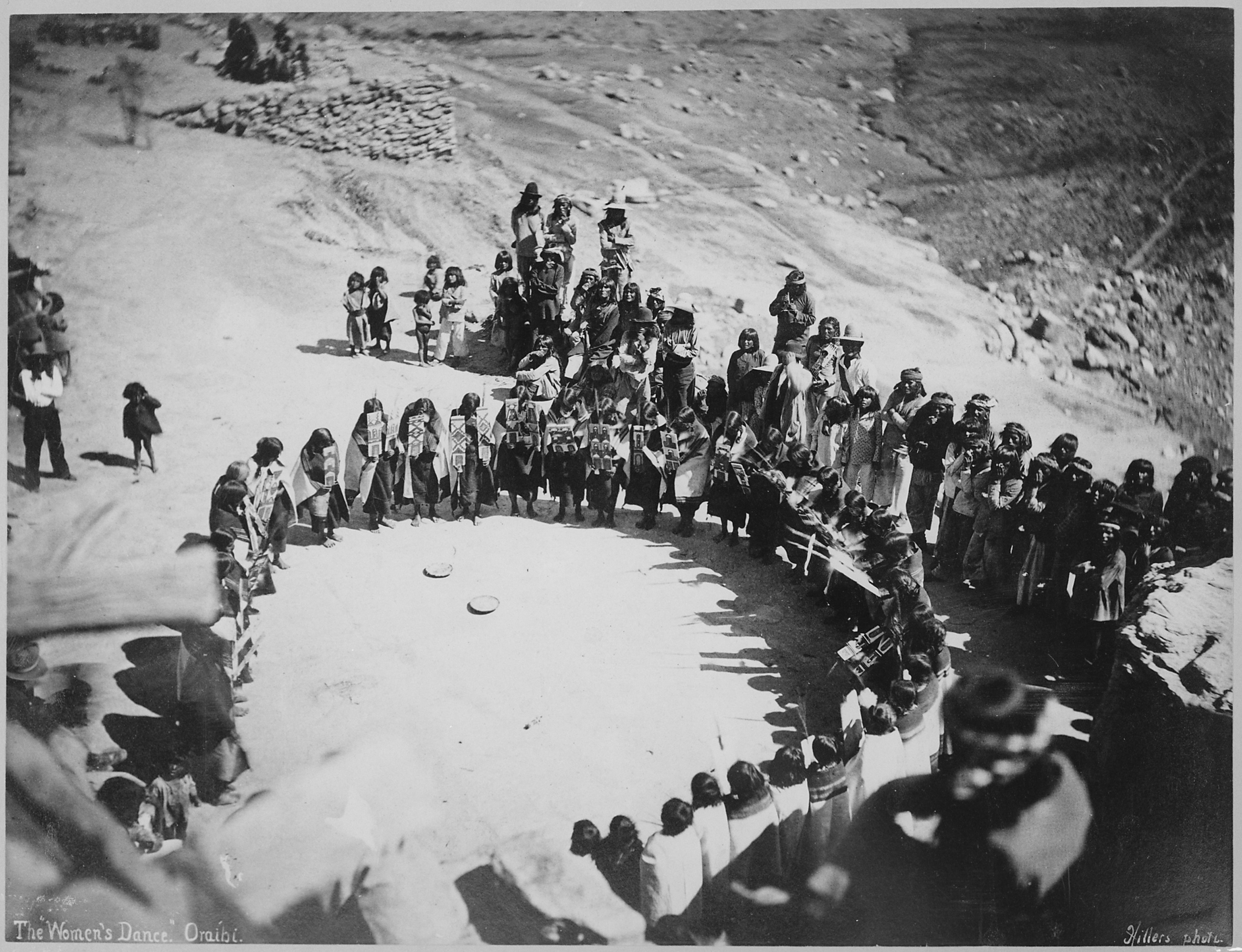
ホピ族女性のダンス(1879年)
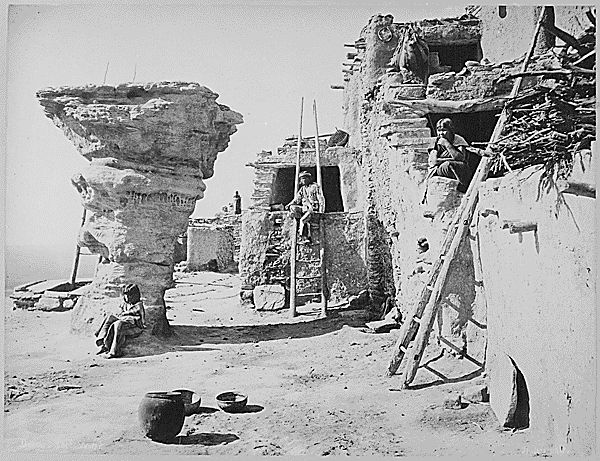
踊り子の岩(1879年)
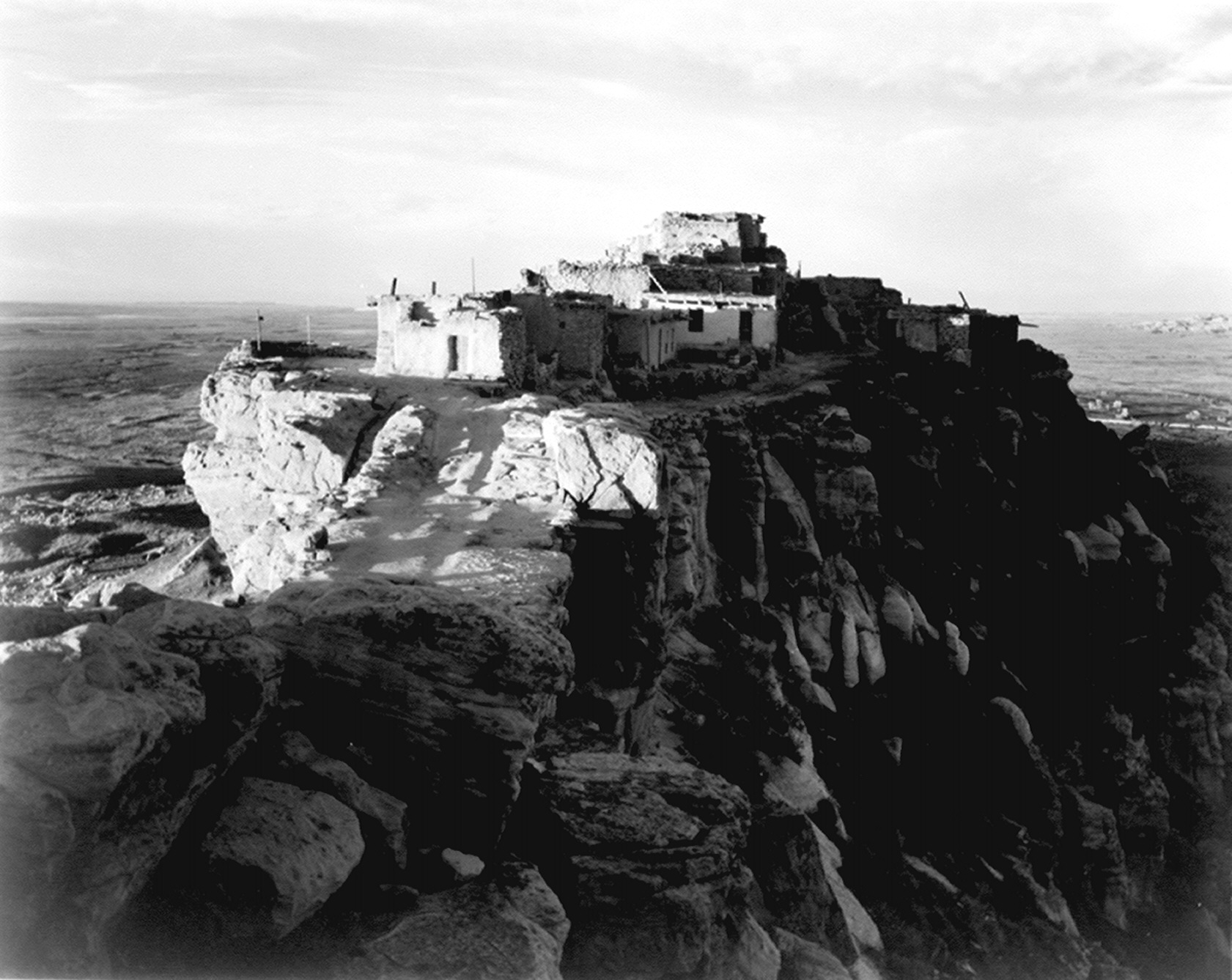
ワルピの伝統的なホピの村(1920年)
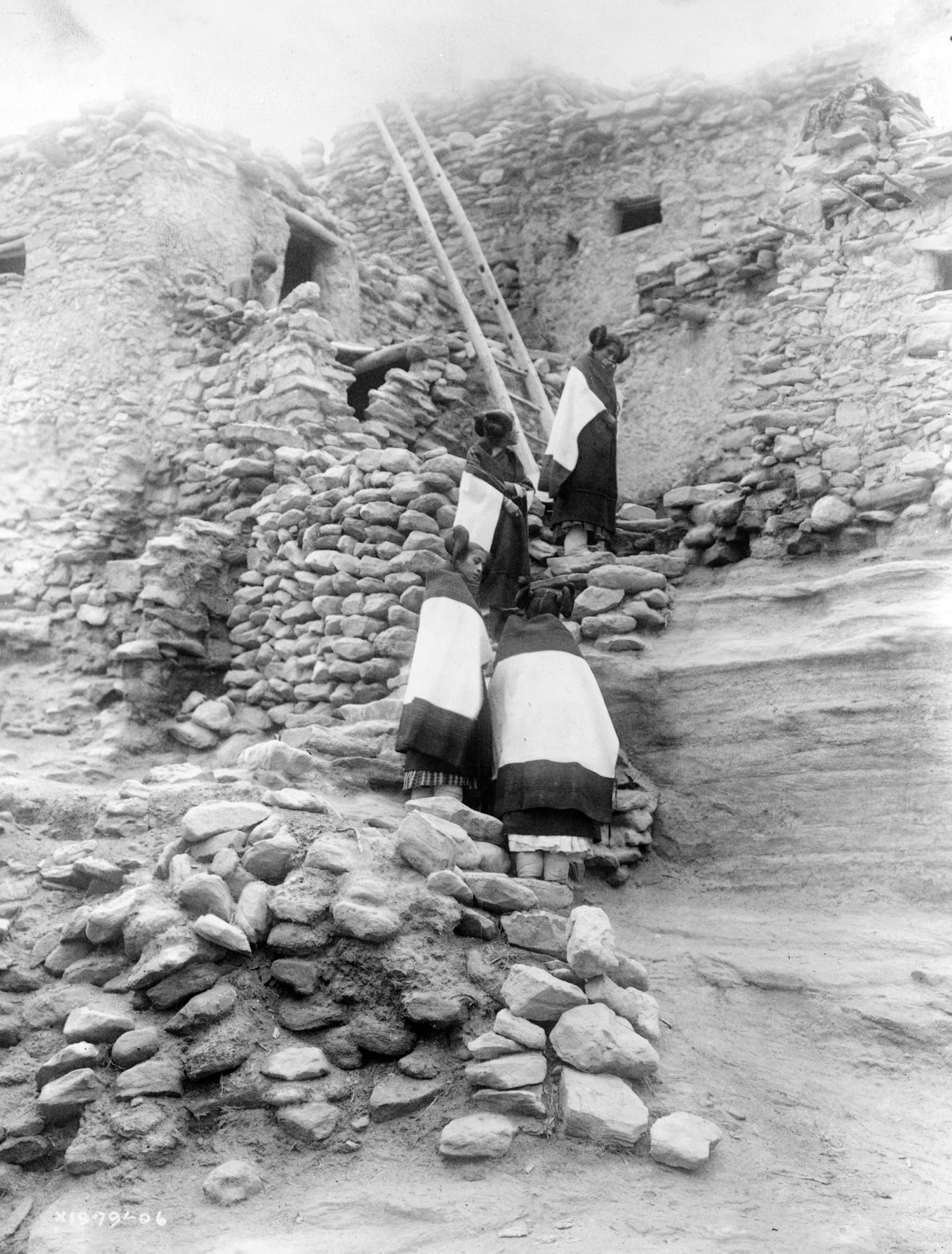
伝統的なホピの家(1906年)
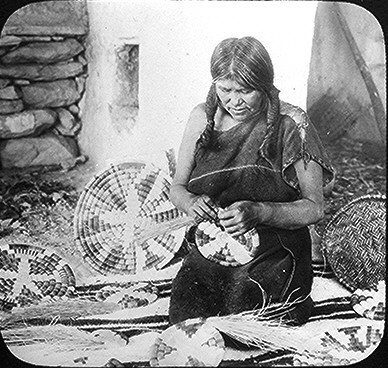
籠を作る女性(1900年)
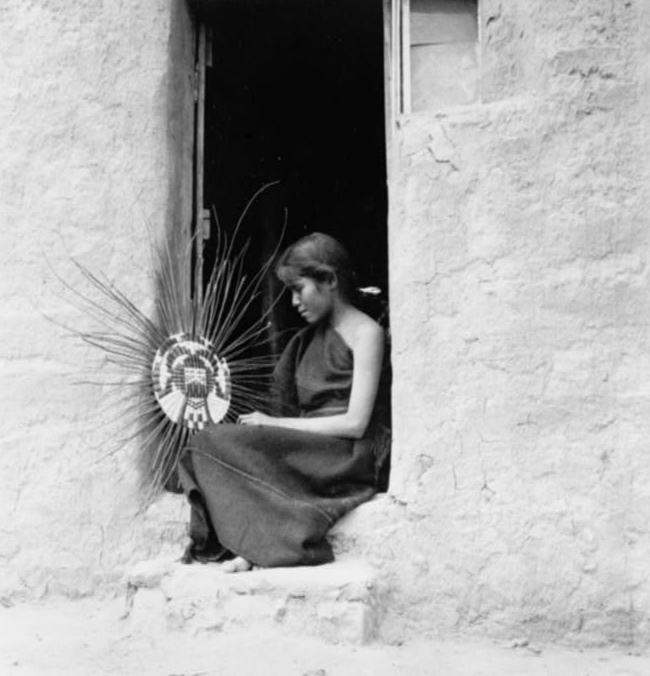
籠を作る女性
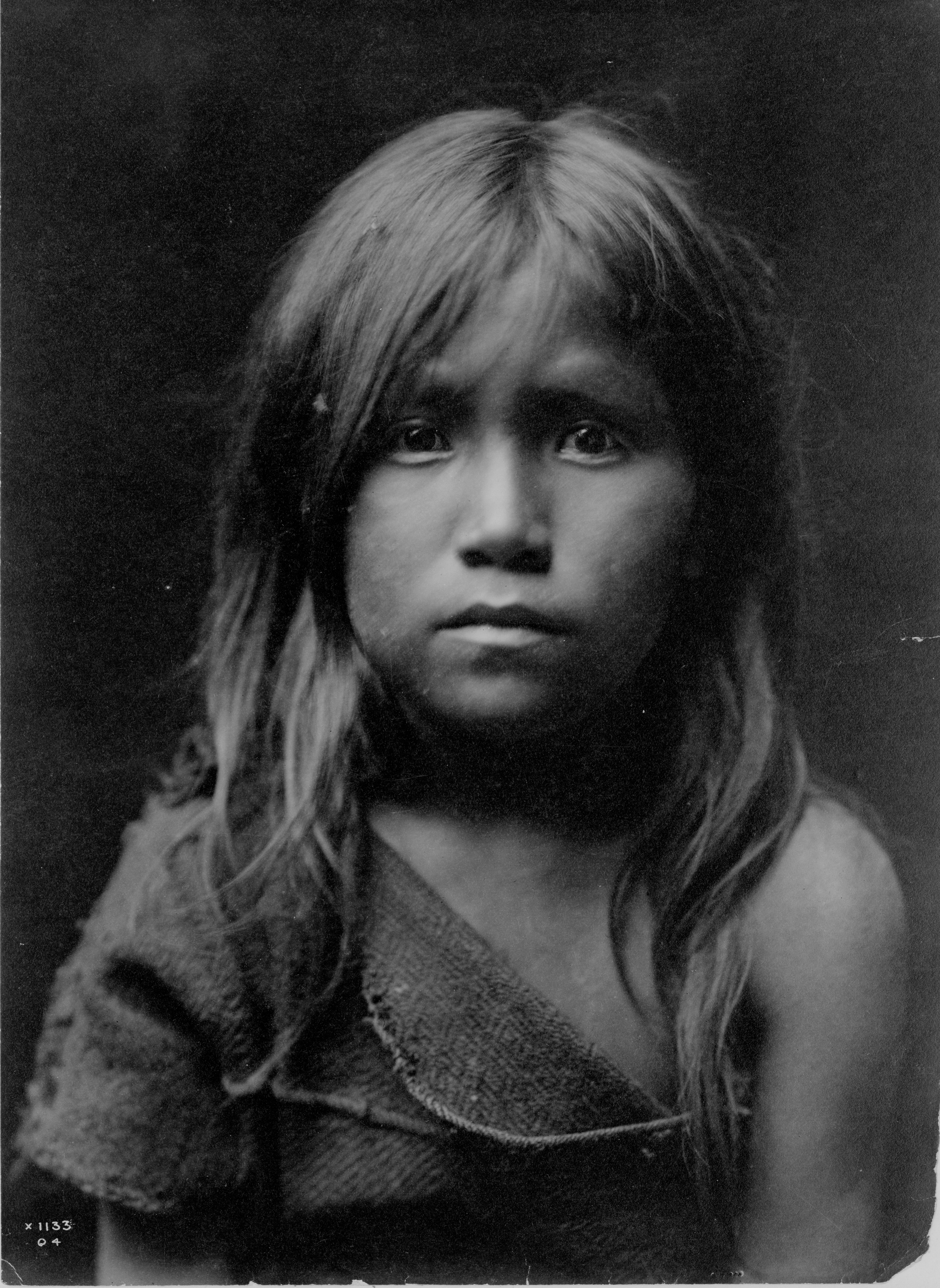
ホピの少女
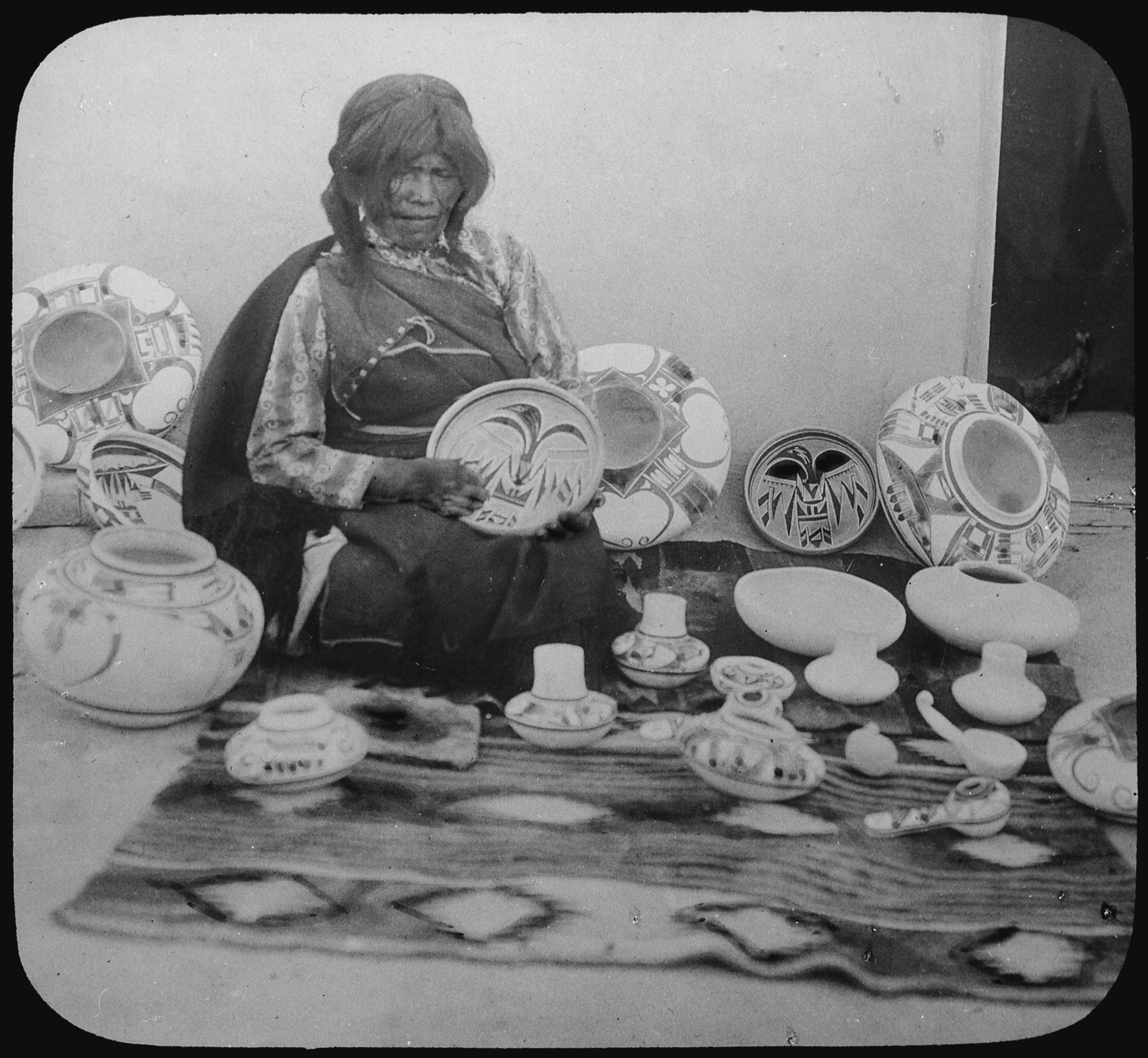
ホピの陶芸家(1900年)
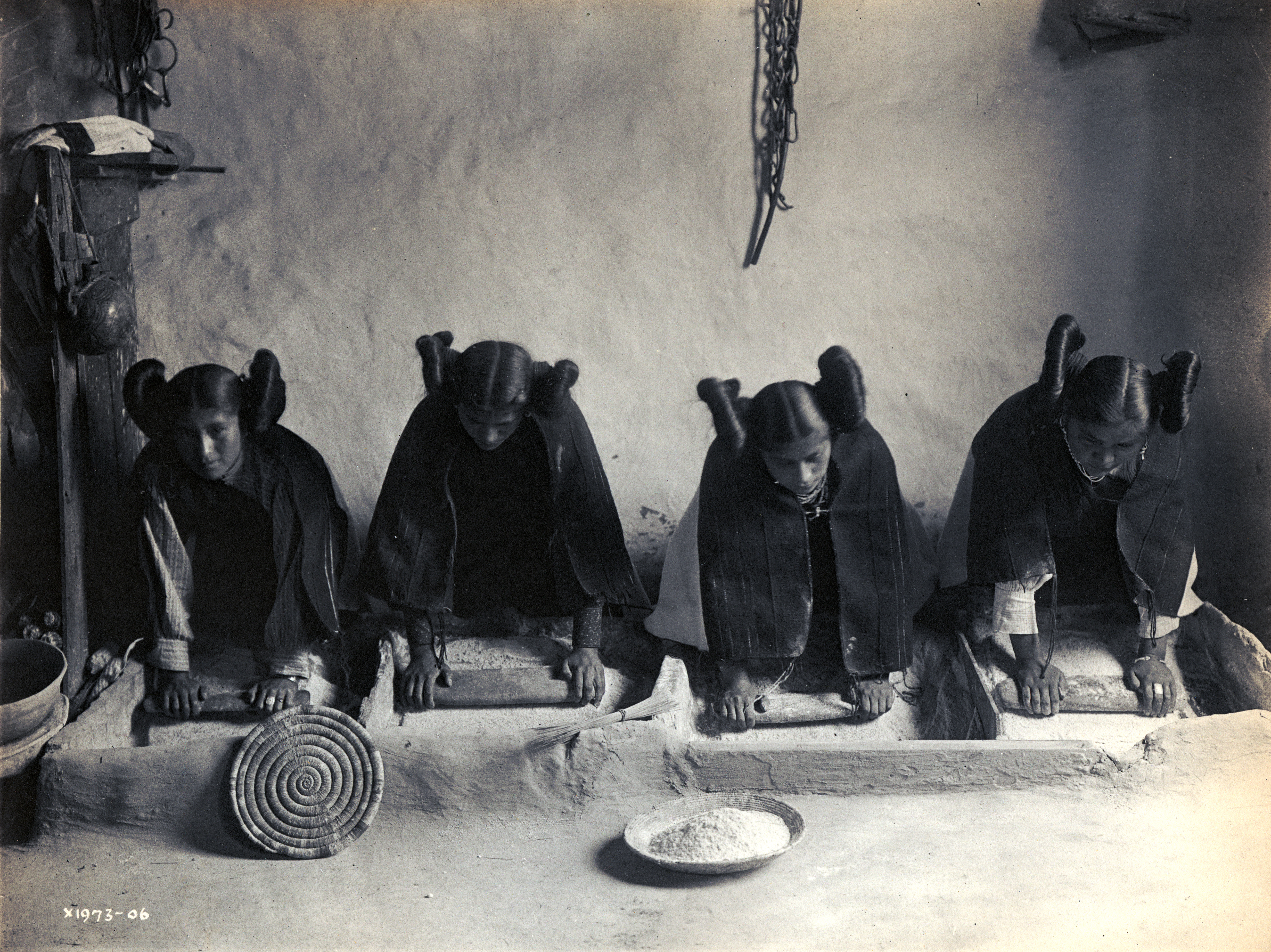
トウモロコシの粉挽き(1906年)